# Арена тяжёлой атлетики (Ашхабад)
Арена тяжёлой атлетики (туркм. Agyr atletika arena) — спортивное сооружение в Ашхабаде, вмещающее 871 человека. Было построено к Азиатским играм по боевым искусствам и состязаниям в помещениях 2017 года и является частью Олимпийского городка.

## История
Арена тяжёлой атлетики рассчитана на 871 человека. Она расположена к югу от Олимпийского стадиона Ашхабада, рядом с ней находятся симметричная данной арена для тайского бокса и кикбоксинга, которая также вмещает 871 человека, и тренировочное сооружение, отель «Спорт» и Спортивный комплекс боевых искусств. Все спортивные сооружения были построены для Азиатских игр по боевым искусствам и состязаниям в помещениях 2017 года и входят в состав Олимпийского городка, строительство которого началось в 2010 году.
С 23 по 29 апреля 2017 года на арене прошёл взрослый чемпионат Азии по тяжёлой атлетике, ставший тестовым соревнованием перед Играми.
На Азиатских играх по боевым искусствам и состязаниям в помещениях 2017 года объект принимал соревнования по тяжёлой атлетике, проходившие с 18 по 25 сентября. В рамках этих соревнований было разыграно 16 комплектов медалей.
Комплекс из трёх расположенных рядом объектов, в составе которых была и арена тяжёлой атлетики, являлся тренировочным объектом во время чемпионата мира по тяжёлой атлетике 2018 года, проходившим с 1 по 10 ноября, тогда как основные соревнования и церемония открытия проходили на Главной крытой арене.